# Traiguma nasuta
Traiguma nasuta är en insektsart som beskrevs av William Lucas Distant 1908. Traiguma nasuta ingår i släktet Traiguma och familjen dvärgstritar. Inga underarter finns listade i Catalogue of Life.